# Pretty Woman
Người đàn bà đẹp (tên gốc: Pretty Woman) là một bộ phim lãng mạn hài hước Mỹ năm 1990 lấy bối cảnh tại thành phố Los Angeles. Do J. F. Lawton biên kịch và Garry Marshall làm đạo diễn, bộ phim có sự góp mặt của Richard Gere, Julia Roberts, Hector Elizondo, Ralph Bellamy (vai diễn cuối cùng của ông), Laura San Giacomo và Jason Alexander. Phim kể về cô gái "bán hoa" tên là Vivian Ward được Edward Lewis, một doanh nhân giàu có, thuê để góp mặt trong nhiều dịp làm ăn và gặp gỡ đối tác, không lâu sau cả hai nảy sinh tình cảm.
Ban đầu dự định về một câu chuyện đen tối, mang chủ đề về tầng lớp xã hội và ngành công nghiệp tình dục ở Los Angeles, Người đàn bà đẹp sau cùng trở thành một bộ phim lãng mạn hài hước với kinh phí lớn. Phim là một thành công lớn tại phòng vé và là một trong những bộ phim thành công nhất năm 1990 và mọi thời đại; phim thu về lượng doanh thu cao nhất tại Mỹ cho thể loại hài lãng mạn. Box Office Mojo xếp bộ phim ở vị trí đầu tiên trong danh sách phim hài lãng mạn có lượng doanh thu vé ước tính nội địa cao nhất (42.176.400 vé), nhỉnh hơn My Big Fat Greek Wedding (2002) (41.419.500 vé).
Các đánh giá đến phim đa phần là trái chiều, với diễn xuất của Roberts được khen ngợi, giúp cô giành một giải Quả cầu vàng và một đề cử giải Oscar tại hạng mục "Nữ diễn viên xuất sắc nhất". Biên kịch J. F. Lawton cũng được đề cử cho giải Writers Guild of America và giải BAFTA. Sau khi kết thúc, một loạt những phim hài lãng mạn tương tự được phát hành, bao gồm Runaway Bride (1999), nơi Gere và Roberts tái hợp lần nữa với đạo diễn Garry Marshall.

## Nội dung
Doanh nhân giàu có và thành đạt Edward Lewis vừa mới chia tay bạn gái do tranh cãi về việc anh nhờ bạn gái đi cùng anh trong chuyến công tác sắp tới, bạn gái của anh cảm thấy bị xúc phạm giống như mình là "gái làng chơi". Rời khỏi bữa tiệc ở Hollywood Hills, Edward mượn xe từ luật sư của mình lái tới khu đèn đỏ ở gần Đại lộ Hollywood, nơi anh gặp gái điếm tên Vivian Ward. Vì không quen lái xe mới nên anh nhờ cô lái xe chở mình tới Khách sạn Regent Beverly Wilshire, nơi anh đang ở. Edward trả cho Vivian 20 USD vì đã chở mình về tới nơi và hai người đường ai nấy đi. Edward đuổi theo Vivian tới trạm xe buýt và nhờ cô làm bạn cặp đôi với mình, thậm chí nhờ cô đóng giả bạn gái nhưng cô từ chối. Edward đề nghị trả cho Vivian 3,000 USD trong sáu ngày kế tiếp cũng như đưa cô đi sắm sửa quần áo mới. Tối hôm đó, Edward bị choáng ngợp với màn lột xác của Vivian, anh bắt đầu tâm sự với cô về công việc kinh doanh cũng như cuộc sống cá nhân của mình.
Edward dẫn Vivian tới trận đấu polo, hi vọng cô sẽ giúp anh mở rộng mạng lưới kinh doanh. Bạn của Edward là Phillip Stuckey nghi ngờ Vivian là gián điệp nên Edward đã kể cho Phillip biết hai người đã gặp nhau như thế nào. Phillip tiếp cận Vivian và bảo rằng muốn cô "làm việc" cho anh ta sau khi "hợp đồng" của cô và Edward kết thúc. Cảm thấy bị xúc phạm vì Edward tiết lộ bí mật, Vivian muốn chấm dứt thỏa thuận của mình với Edward và không nhận tiền. Edward xin lỗi và thừa nhận là vì anh cảm thấy ghen tị khi Vivian thân mật với một trong những người doanh nhân mà anh có làm ăn với ở trận đấu. Cá tính thẳng thắn của Vivian làm Edward bị choáng ngợp và cảm thấy cảm xúc bị thay đổi đi một chút. Sau đó, Edward dẫn Vivian tới Nhà hát San Francisco xem vở La traviata bằng phi cơ riêng. Vivian bị xúc động trước câu chuyện một cô gái điếm yêu một người đàn ông giàu có. Vivian bỏ luật "không hôn miệng" (do bạn của cô chỉ) và họ ngủ với nhau; sau khi ngủ với nhau, Vivian thổ lộ rằng cô yêu Edward nhưng anh không trả lời. Edward muốn mua cho Vivian một căn hộ chung cư để cô có chỗ ở nhưng vì bị tổn thương, Vivian từ chối, nói rằng đây không phải là "câu chuyện cổ tích" mà cô hằng mong muốn lúc còn bé.
Sau cuộc gặp mặt với nhà tài phiệt James Morse - người mà Edward đang làm ăn cùng, Edward thay đổi ý định. Khoảng thời gian bên cạnh Vivian đã giúp Edward nhìn cuộc sống dưới lăng kính mới, anh đề nghị được hợp tác để giúp công ty của James ra khỏi khủng hoảng thay vì xé nhỏ nó và bán lấy lời. Phillip tức giận vì mất đi số tiền lớn, anh ta lao tới khách sạn để đối chất Edward nhưng chỉ có Vivian ở đó. Đổ lỗi cho Vivian là người đã khiến Edward bị mất trí, Phillip tính cưỡng bức Vivian nhưng Edward về kịp lúc và giải cứu Vivian, đá Phillip ra khỏi khách sạn.
Sau thương vụ làm ăn ổn thỏa ở Los Angeles, Edward ngỏ lời muốn Vivian ở với anh thêm một đêm, nhưng là tự nguyện chứ không phải vì trả công. Vivian từ chối và rời đi. Edward suy nghĩ về cuộc đời của mình và nhờ nhân viên khách sạn chở anh tới căn hộ Vivian đang ở. Edward bước ra từ nóc chiếc limousine trắng. Edward hỏi "Vậy chuyện gì xảy ra sau khi anh ta leo lên tòa tháp và cứu cô ấy?", Vivian trả lời rằng "cô ấy cứu giúp anh ta" và hai người hôn nhau.

## Diễn viên
- Richard Gere vai Edward Lewis
- Julia Roberts vai Vivian Ward
- Ralph Bellamy vai James Morse
- Jason Alexander vai Phillip Stuckey
- John David Carson vai Mark Roth
- Laura San Giacomo vai Kit De Luca
- Alex Hyde-White vai David Morse
- Amy Yasbeck vai Elizabeth Stuckey
- Elinor Donahue vai Bridget
- Héctor Elizondo vai Barney Thompson
- Judith Baldwin vai Susan
- Laurelle Brooks Mehus vai nhân viên thu ngân
- James Patrick Stuart vai nhân viên hỗ trợ
- Dey Young vai nhân viên bán hàng
- Larry Miller vai Ông Hollister
- Patrick Ridgewood vai nhân viên thang máy Dennis

Hank Azaria xuất hiện trong vai diễn thoại đầu tiên, vào vai một đặc vụ ở đầu phim.

## Sản xuất

### Âm nhạc
| Đánh giá chuyên môn | Đánh giá chuyên môn |
| Nguồn đánh giá      | Nguồn đánh giá      |
| Nguồn               | Đánh giá            |
| ------------------- | ------------------- |
| AllMusic            | link                |

Nhạc phim phát hành ngày 13 tháng 3 năm 1990.
Danh sách bài hát
| STT              | Nhan đề                                                          | Thời lượng |
| ---------------- | ---------------------------------------------------------------- | ---------- |
| 1.               | "Wild Women Do" (trình bày bởi Natalie Cole)                     | 4:06       |
| 2.               | "Fame '90" (trình bày bởi David Bowie)                           | 3:36       |
| 3.               | "King of Wishful Thinking" (trình bày bởi Go West)               | 4:00       |
| 4.               | "Tangled" (trình bày bởi Jane Wiedlin)                           | 4:18       |
| 5.               | "It Must Have Been Love" (trình bày bởi Roxette)                 | 4:17       |
| 6.               | "Life in Detail" (trình bày bởi Robert Palmer)                   | 4:07       |
| 7.               | "No Explanation" (trình bày bởi Peter Cetera)                    | 4:19       |
| 8.               | "Real Wild Child (Wild One)" (trình bày bởi Christopher Otcasek) | 3:39       |
| 9.               | "Fallen" (trình bày bởi Lauren Wood)                             | 3:59       |
| 10.              | "Oh, Pretty Woman" (trình bày bởi Roy Orbison)                   | 2:55       |
| 11.              | "Show Me Your Soul" (trình bày bởi Red Hot Chili Peppers)        | 4:20       |
| Tổng thời lượng: | Tổng thời lượng:                                                 | 43:36      |

## Tiếp nhận

### Phòng vé
Trong tuần mở màn, bộ phim đạt hạng 1 trên các phòng vé, thu về 11.280.591 đô-la Mỹ và trung bình 8.513 đô-la Mỹ mỗi rạp. Dù rơi xuống hạng hai vào tuần tiếp theo, bộ phim tăng doanh thu nhiều hơn tuần đầu, với 12.471.670 đô-la Mỹ. Phim đứng đầu phòng vé Bắc Mỹ trong 4 tuần không liên tiếp và giữ vững trong top 10 tới 16 tuần. Phim đạt 178.406.268 đô-la Mỹ ở Hoa Kỳ và vượt 463 triệu đô-la Mỹ trên toàn cầu. Đây cũng là phim thành công thứ 4 trong năm ở Mỹ và đứng thứ 3 trên toàn cầu.

### Đánh giá chuyên môn
Phim nhận những đánh giá trái chiều từ các nhà phê bình. Trên trang tổng hợp kết quả đánh giá Rotten Tomatoes, bộ phim nhận 62% đánh giá tích cực được tổng hợp dựa trên 55 bài bình luận, với điểm số trung bình 5.7 trên 10. Tại Metacritic, một trang chuyên cho điểm số trung bình dựa trên 100 đánh giá hàng đầu từ các nhà phê bình chính thống, bộ phim nhận được 51 điểm dựa trên 17 bài đánh giá.